# Balonmano Córdoba

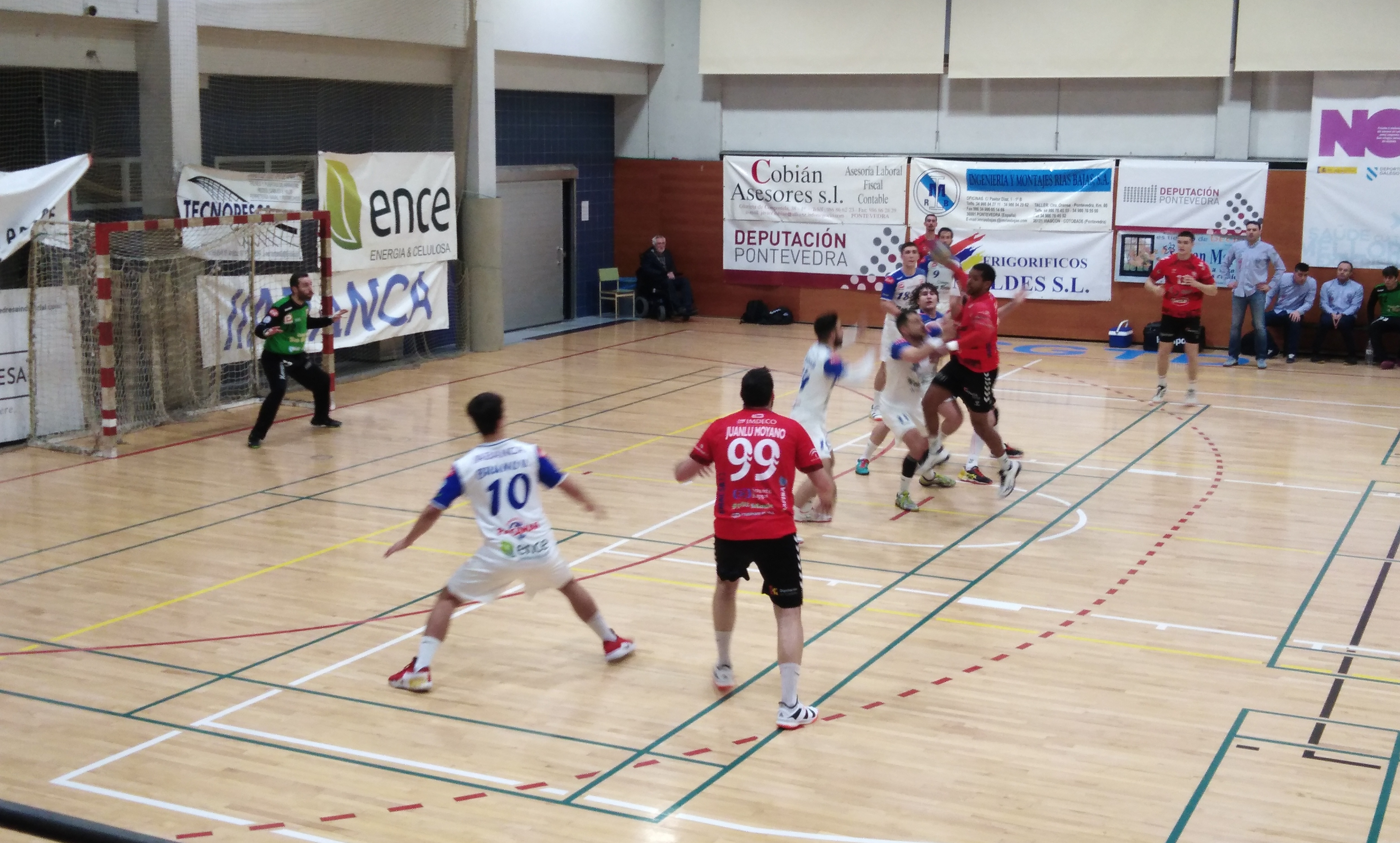
BM Cisne - Córdoba Cajasur de División de Plata 2019-20.

El Balonmano Córdoba es un equipo de balonmano de Córdoba, que juega en Primera Nacional.
Este club es uno de los mejores a nivel nacional en categorías inferiores, siendo campeón de España y Andalucía en juveniles; tetracampeón de Andalucía en cadetes; hexacampeón de Andalucía en infantiles y Campeonas de Andalucía en alevines Femeninos (en su primer año de Historia).

## Historia
Sus inicios datan de principios de la década de los ochenta, cuando se crea una sección de balonmano dentro del Club Juventud Baloncesto de Córdoba, proclamándose campeón provincial pronto.
En la temporada 1980/81 se consigue el campeonato provincial en las tres disciplinas existentes dentro del club (Senior, Juvenil y Cadetes).
En la temporada 1981/82 el Club Juventud renuncia a que su sector de balonmano participe en 2º División (División de honor B). Debido a esta actitud todos los jugadores abandonan el club y forman el Club EBASUR (Escuela de Balonmano del Sector Sur). Se consigue tener financiación por parte del ayuntamiento y varias empresas de la ciudad. Alunos jugadores abandona el club para formar parte de las filas de equipos superiores como ARS Palma del Río o Club Balonmano Puente Genil.
Temporada 2014/2015: El Club crea sus dos primeros equipos femeninos tanto en categoría Alevín como Infantil. Conquistando los dos equipos el campeonato provincial, aunque es el equipo Alevín, dirigido por Mario Ortiz y ayudado por Nieves Trigo, el que firma una brillantísima temporada, consiguiendo el Campeonato de Andalucía disputado en la localidad granadina de Almuñécar (este era el único título andaluz que le faltaba al club). La noticia triste de la temporada vino en la tarde del jueves 7 mayo por el fallecimiento del presidente del Club Martín del Rosal a los 49 años, tras una dura enfermedad. Martín lo fue todo en el club, jugador de cantera, capitán del primer equipo, entrenador de base y de la primera plantilla, y máximo responsable en los dos últimos años, cargo que desempeñaba en la actualidad. Fue un duro golpe para la entidad porque Martín ha estado ligado a ella durante más de tres décadas. En Categoría Infantil Masculina el club consigue el cuarto puesto del campeonato nacional disputado en tierras catalanas, mientras que los Cadetes, dirigidos por Antonio Reyes, consiguieron el octavo puesto a nivel nacional en la localidad sevillana de Dos Hermanas, tras derrotar al FC Barcelona en el intersector. Esta fue una brillante temporada para el club. El suplemento deportivo "La Cantera" del Diario Córdoba, concede al Club Córdoba de Balonmano el premio al mejor Club de la Provincia.

## Categoría
Actualmente milita en la Primera Nacional tras su descenso desde la División de Honor Plata (segunda división). A pesar de tener una gran cantera (con muchos jugadores seleccionados por categorías base de la selección nacional) el club nunca ha conseguido participar en la máxima categoría del balonmano nacional (Liga ASOBAL). El equipo juvenil también está en la élite, militando en la máxima categoría Territorial y disputando todos los años el Campeonato de España.

## Uniforme
El club cordobés utiliza como primera equipación la camiseta roja y el pantalón rojo (colores de su patrocinador), mientras que su uniforme alternativo es camiseta blanca y pantalón rojo. La firma deportiva que viste al club es Kempa.